# Kanaoya Jin
Jin Kanaoya (sinh ngày 9 tháng 5 năm 1988) là một cầu thủ bóng đá người Nhật Bản.

## Sự nghiệp câu lạc bộ
Jin Kanaoya đã từng chơi cho Thespa Kusatsu, Ohara JaSRA và Fukushima United FC.